# Daniel Szymkiewicz
Daniel Szymkiewicz (ur. 2 listopada 1994 w Gdańsku) – polski koszykarz, występujący na pozycjach rozgrywającego oraz rzucającego obrońcy, od 2024 zawodnik zespołu Arriva Twardych Pierników Toruń.
27 sierpnia 2018 został zawodnikiem BM Slam Stali Ostrów Wielkopolski. 13 lipca 2020 dołączył do Stelmetu BC Zielona Góra. 20 maja 2021 zawarł umowę z PGE Spójnią Stargard. 1 czerwca 2023 podpisał kontrakt z Grupą Sierleccy Czarnymi Słupsk. 14 lutego 2024 zmienił klub, dołączając do Arriva Twardych Pierników Toruń.

## Osiągnięcia
Stan na 15 lutego 2024.

### Młodzieżowe
Drużynowe
- Mistrz Polski:
  - U–20 (2014)
  - U–16 (2010)
  - szkół podstawowych (2007)
- Super Finał EYBL (2008)
- Brąz mistrzostw Polski:
  - U–18 (2012)
  - U–14 (2008)
- Uczestnik:
  - turnieju Mistrzów Krajowych (2009)
  - campu:
    - Jordana (2010)
    - Kalindros (2009)

  - meczu All-Stars podczas Campu Jordana (2010)

Indywidualne
- MVP mistrzostw Polski:
  - U–20 (2014)
  - U–18 (2012)
- I skład:
  - mistrzostw Polski U-14 (2008)
  - campu Kalindros (2009)
- Lider:
  - strzelców mistrzostw Polski:
    - U–14 (2008)
    - U–18 (2012 – 22,4)

  - mistrzostw Polski U–18 w przechwytach (2012 – 3,6)

### Drużynowe
- Wicemistrz Polski (2012, 2016[6], 2021)
- Zdobywca:
  - Pucharu Polski (2012, 2016[7], 2019[8])
  - Superpucharu Polski (2020)[9]
- 2. miejsce w:
  - Pucharze Polski (2015)
  - Superpucharze Polski (2015, 2019[10])

### Indywidualne
- Największy Postęp PLK (2016)[11]
- Lider strzelców I ligi (2015)

### Reprezentacja
Drużynowe
- Wicemistrz świata U–17 (2010)[12]
- Uczestnik mistrzostw[12]:
  - świata U–19 (2011 – 7. miejsce)
  - Europy:
    - U–20 (2014 – 9. miejsce)
    - U–18 (2011 – 6. miejsce)
    - U–16 (2009 – 4. miejsce, 2010 – 11. miejsce)

Indywidualne
- Lider mistrzostw Europy U-16 w przechwytach (2010 – 4,1 przechwytu na mecz)
- III strzelec mistrzostw Europy U-16 (2010 – 17,4 punktu na mecz)